# Трёхцветный плавунчик
Трёхцветный плавунчик, или большой плавунчик (лат. Phalaropus tricolor) — вид небольших болотных птиц семейства бекасовых (Scolopacidae).

## Описание
Длина птицы примерно 23 см, вес — 38 —110 г. У неё прямой, тонкий, чёрный клюв. Самка в своём брачном наряде окрашена преимущественно в серый и коричневый цвета. Нижняя сторона тела белая, шея красноватая, по бокам тела также имеются красноватые пятна. Самец похож на самку, только окраска немного тускнее.

## Распространение
Гнездится в прериях Северной Америки, прежде всего, в западной Канаде и США. Вид относится к перелётным птицам и зимует в Южной Америке. Иногда птицы этого вида во время перелёта залетают также в Европу.
Птиц можно часто наблюдать во время перелёта на солоноватых и солёных озёрах, таких как Моно в Калифорнии и Большое Солёное озеро в Юте. В этот период времени он часто встречается с круглоносым плавунчиком.

## Размножение
В кладке от 3 до 4 яиц, насиживает которую самец.